# Kochav Micha'el
Kochav Micha'el (hebrejsky כּוֹכַב מִיכָאֵל, doslova „Micha'elova hvězda“, v oficiálním přepisu do angličtiny Kokhav Mikha'el, přepisováno též Kokhav Micha'el) je vesnice typu mošav v Izraeli, v Jižním distriktu, v Oblastní radě Chof Aškelon.

## Geografie
Leží v nadmořské výšce 97 metrů v pobřežní nížině, v regionu Šefela. Jižně od vesnice začíná vádí Nachal Tejma.
Obec se nachází 12 kilometrů od břehu Středozemního moře, cca 50 kilometrů jihojihozápadně od centra Tel Avivu, cca 56 kilometrů jihozápadně od historického jádra Jeruzalému a 10 kilometrů jihovýchodně od města Aškelon. Kochav Micha'el obývají Židé, přičemž osídlení v tomto regionu je etnicky převážně židovské.
Kochav Micha'el je na dopravní síť napojen pomocí lokální silnice číslo 232, jež severně od vesnice ústí do dálnice číslo 35.

## Dějiny
Kochav Micha'el byl založen v roce 1950. Vznikl na místě arabské vesnice Kaukaba, která tu existovala až do války za nezávislost v roce 1948. Odkazuje na ni i nynější jméno mošavu, které dále upomíná na britského filantropa Michaela Sobella. První osadníci se zde usadili 29. října 1950. Šlo o židovské přistěhovalce z Iráku. Kvůli obtížné ekonomické situaci, ale většina z nich mošav brzy opustila a vesnice se téměř vylidnila. Až roku 1963 ji posílil příchod skupiny Židů z Argentiny. Další argentinští Židé se sem přistěhovali v 70. letech 20. století. V 80. letech sem pak přišli i někteří Izraelci evakuovaní v důsledku podpisu egyptsko-izraelské mírové smlouvy ze Sinajského poloostrova.
Místní ekonomika je založena na zemědělství (pěstování květin a citrusů, sadovnictví, polní plodiny). Většina obyvatel ale pracuje jako zaměstnanci a podnikatelé a za prací často dojíždějí. Vesnice plánuje zdvojnásobení počtu obyvatel v rámci projektu stavební expanze, která má sestávat ze 118 stavebních parcel pro rodinné domky soustředěných do tří nových rezidenčních okrsků. V obci funguje obchod se smíšeným zbožím, plavecký bazén, sportovní areály a společenské centrum.

## Demografie
Podle údajů z roku 2014 tvořili naprostou většinu obyvatel v Kochav Micha'el Židé (včetně statistické kategorie "ostatní", která zahrnuje nearabské obyvatele židovského původu ale bez formální příslušnosti k židovskému náboženství).
Jde o menší obec vesnického typu s dlouhodobě rostoucí populací. K 31. prosinci 2014 zde žilo 982 lidí. Během roku 2014 populace stoupla o 2,4 %.
| Rok            | 1961 | 1972 | 1983 | 1995 | 2001 | 2003 | 2004 | 2005 | 2006 | 2007 | 2008 | 2009 | 2010 | 2011 | 2012 | 2013 | 2014 |
| -------------- | ---- | ---- | ---- | ---- | ---- | ---- | ---- | ---- | ---- | ---- | ---- | ---- | ---- | ---- | ---- | ---- | ---- |
| Počet obyvatel | 36   | 405  | 440  | 481  | 511  | 528  | 531  | 562  | 579  | 591  | 664  | 745  | 812  | 878  | 922  | 959  | 982  |